# Igreja Anglicana na América do Norte
A Igreja Anglicana na América do Norte (em inglês:  Anglican Church in North America) é uma Igreja Cristã na tradição Anglicana, existente nos Estados Unidos e Canadá. Segundo os seus dados oficiais, reúne 28 dioceses em 927 paróquias, servindo mais de 127,000 fiéis nos Estados Unidos, Canadá, México e Cuba. Em 2009, o Arcebispo Robert Duncan foi eleito o seu primeiro Arcebispo e Primaz por um período de cinco anos. Em 2014, Foley Beach, Bispo da Diocese Anglicana do Sul, foi eleito o seu sucessor, e reeleito em 2019. A sede da província situa-se em Ambridge, Pensilvânia.
A Igreja Anglicana na América do Norte não é membro da Comunhão Anglicana, mas está em comunhão plena com as Igrejas Anglicanas da Nigéria, Uganda e Sudão, e está filiada na Aliança de Anglicanos Confessionais (Global Fellowship of Confessing Anglicans) e no Global South, que reúne 24 províncias da Comunhão Anglicana.

## História
A Igreja Anglicana na América do Norte foi fundada por anglicanos que abandonaram a Igreja Anglicana do Canadá e a Igreja Episcopal dos Estados Unidos, em resposta aos seus ensinamentos mais liberais, como o reconhecimento da união entre pessoas do mesmo sexo e de clero homossexual não celibatário. O novo corpo eclesiástico sustenta que as duas Igrejas "têm sistematicamente acomodado e incorporado práticas e ensinamentos não-bíblicos e não-anglicanos".

## Demografia
A denominação cresceu nos primeiros anos após a sua fundação, mas experimentou declínio lento desde 2017, quando atingiu seu pico em número de membros (134.593).
Em 2021, era formada por 974 congregações e 122.450 membros.
Em 2022, a denominação relatou crescimento, chegando a 124.999 e 977 congregações.
| Ano  | Congregações | Membros |
| ---- | ------------ | ------- |
| 2009 | 703          | 69.167  |
| 2017 | 1.037        | 134.593 |
| 2018 | 1.066        | 133.279 |
| 2019 | 972          | 127.624 |
| 2020 | 972          | 126.760 |
| 2021 | 974          | 122.450 |
| 2022 | 977          | 124.999 |
| 2023 | 1.013        | 128.114 |
| 2024 | 1.027        | 130.111 |